# Dominique Sanou
Dominique Sanou (ur. 5 marca 1951) – burkiński piłkarz grający na pozycji obrońcy. W swojej karierze grał w reprezentacji Górnej Wolty.

## Kariera klubowa
W swojej karierze piłkarskiej Sanou grał w klubie US FRAN.

## Kariera reprezentacyjna
W 1978 roku Sanou został powołany do reprezentacji Górnej Wolty na Puchar Narodów Afryki 1978. W tym turnieju zagrał w trzech meczach grupowych: z Nigerią (2:4), z Zambią (0:2) i z Ghaną (0:3).